# Zaunpfahl
Zaunpfahl war eine im Jahr 1994 gegründete Punkrock-Band aus Teterow, Mecklenburg-Vorpommern. Ihre Musik bezeichnen sie selbst als „hardcorebeeinflussten Deutschmetalpunkrockrap inklusive leiser Töne“. Im Jahr 2024 wurde aus der Band der Nachfolger Normalböse.

## Geschichte
Die Punkrockband wurde 1994 durch Gogo (Schlagzeug), Goethe (Gitarre), Marko (Gitarre) und Thom (Bass, Gesang) gegründet. Gogo hat die Band, mit Mitteilung vom 10. Oktober 2008 auf der Zaunpfahl-Homepage, verlassen.
Die oftmals ironischen Songtexte handeln meist von politischen oder gesellschaftskritischen Themen, die sich mit Ungerechtigkeit und Krieg beschäftigen. Seit ihrer Gründung hat die Band etwa 800 Konzerte gespielt.
Die DVD Ob ihr’s glaubt oder nicht erzählt die Geschichte der Band. Am 17. Februar 2017 wurde das jüngste Studioalbum Neue Zaiten veröffentlicht. Am 26. April 2017 gibt Paul seinen Ausstieg über Facebook bekannt.
Am 18. Februar 2018 verkündete die Band nach dem Gig zum 24-jährigen Bandbestehen im Rostocker M.A.U. Club über Facebook, dass sie ab sofort zu viert spielen werden. Michael Russow wird fortan den Bass besetzen. Ole Jäger spielt mit Goethe gemeinsam den Gitarrenteil. Die neue Formation hatte am 9. März 2018 im Huxley’s in Berlin ihre Premiere. Am 8. April 2019 gab Ole Jäger über Facebook bekannt, dass er die Band verlassen wird. Am 23. April 2019 wurde verkündet, dass Ersatz für Jäger gefunden wurde.
Am 22. Juni 2021 verkündete man auf Facebook, dass Zaunpfahl am 3. Juli 2021 nach einem Volleyballturnier in Pribbenow erstmals nach zwei Jahren zusammen mit der Rockband Lebenslaenglich auftreten wird.
Am 14. August 2023 verkündete man via Facebook den Ausstieg von Goethe und legt das Projekt Zaunpfahl somit vorerst auf Eis.
Im März 2024 wurde bekannt, dass aus Zaunpfahl Normalböse wird. Die Besetzung besteht aus Olli, Gogo und Thom.

## Diskografie

### Alben/Singles "Zaunpfahl"
- 1994: Daneben (Tape, Eigenproduktion, Auflage 100 Stück)
- 1995: Kreuze (Tape, Eigenproduktion, Auflage 400 Stück)
- 1995: Es ist Zeit (Tape, Eigenproduktion, Auflage 350 Stück)
- 1996: Zum Lügen ist es längst zu spät (Selbstproduktion)
- 1998: Terroristensplit (Maxi-CD mit Fahnenflucht)
- 1999: Normalböse, Label: Kunststoff Records (Jag-M)
- 2001: Gesicht, Label: Wmusic (Efa)
- 2003: 20:21 (Split-Single mit No Exit)
- 2004: Leben ist (CD/LP), Label: Nix Gut Records (Jag-M)
- 2006: Musik, Label: Puke Music
- 2007: Ob ihr’s glaubt oder nicht (DVD)
- 2008: Ich war dabei (Live CD & DVD), Label: Fischkopp Musik
- 2009: Frauen, Label: Fischkopp Musik
- 2014: In Zeiten leerer Kassen, Label: Puke Music
- 2017: Neue Zaiten, Label: Sunny Bastards
- 2018: Punkrock Pogo Party (Split-EP mit Exat), Label: Rock Zone Records
- 2022: Halt die Uhren an (digitale Single-VÖ), Label: Black Block Sound

### Sampler
- 1995: Tankhaus
- 1996: Tankhaus II
- 1997: Punkinvasion III
- 1997: Schlachtrufe BRD V
- 1998: Chaos, Bier und Anarchie II
- 1999: Es lebe der Punk II
- 2000: DailyKaTessen
- 2002: Punkinvasion IV
- 2004: Punk Pock BRD, Vol. 2
- 2005: Nikolaus Raus Vol.1
- 2005: Es lebe der Punk IV
- 2005: Force Attack 2005 (CD)
- 2005: Force Attack 2005 (DVD)
- 2007: Force Attack 2007 (DVD)